# Für immer jung (2013)
Für immer jung (Originaltitel: Lovestruck: The Musical) ist ein US-amerikanischer Fernsehfilm aus dem Jahr 2013 für den Fernsehsender ABC Family. In dem Musicalfilm sind Jane Seymour, Chelsea Kane, Sara Paxton und Drew Seeley in Hauptrollen zu sehen.

## Handlung
Harper Hutton war bis zu einer Verletzung, die ihrer Karriere ein jähes Ende setzte, jahrelang die beste Tänzerin am Broadway. Sie wurde Choreografin und zog ihre Tochter Mirabella auf, die ebenfalls Tänzerin wurde. Doch Jahre später beschloss Mirabella, mit dem aufzuhören und lieber zu heiraten. Harper ist entsetzt, da sie glaubt, dass ihre Tochter einen Fehler machen würde, wenn sie den Playboy Marco heiratet. Sie versteht nicht, wie man die Karriere für die Liebe opfern kann. Harper ist davon überzeugt, dass sie die Hochzeit verhindern muss.
Als sich alle auf den Weg nach Italien machen, nimmt Harper einen Schluck aus einer seltsamen Flasche und ist urplötzlich 30 Jahre jünger. Die junge Harper sieht ihre Chance gekommen, die Hochzeit zu verhindern und mischt sich als Debbie Hayworth unter die Hochzeitsgäste. Debby macht sich an Marco ran und küsst ihn. Mirabelle bekommt und glaubt, dass ihre beste Freundin Noelle die geküsste war. Sie möchte die Hochzeit daraufhin abblasen. Unter den Gästen trifft Debbie auf Mirabellas Vater Ryan. Nachdem sie ihm auch das Elixier verabreicht, verjüngt er sich ebenfalls.
Zur selben Zeit macht sich Harpers Freundin Amanda, die von Debbie eingeweiht wurde, daran mehr über die seltsame Flasche heraus zu bekommen. Sie erfährt, dass mit dem dritten Schluck die Wirkung nicht mehr rückgängig gemacht werden kann. Debbie, die sich zwischenzeitlich wieder in Harper zurückverwandelt hat und erneut einen schluck genommen hat, erkennt, dass Marco Mirabelle tatsächlich liebt und den Kuss sehr bereut. Zusammen mit dem verjüngten Ryan macht sie sich daran, die Beziehung der beiden zu retten. Dabei verwandeln sie sich wieder in ihres wahres Alter zurück. Als Harper ihrer Tochter zeigt, wie viele Ehegelübde Marco geschrieben hat, verzeiht sie ihm. Amanda kommt nach Italien angereist um Harper zu warnen. Harper ist zunächst erfreut, dass sie ewig jung bleiben könnte, entscheidet sich am Ende dagegen. Mirabelle versöhnt sich mit Noelle und heiratet Marco.

## Hintergrund
Im September 2011 gab man die Produktion des Filmes unter dem Arbeitstitel Elixier bekannt. Gedreht wurde der Film, der von Boss Productions produziert wurde, in Pittsburgh, Pennsylvania.
In den Vereinigten Staaten fand die Premiere am 21. April 2013 unter dem Titel Lovestruck: The Musical statt. In Deutschland feierte der Film am 23. Oktober 2013 seine Premiere auf Sky Cinema. Im Free-TV wurde der Film am 15. August 2015 bei SRF zwei im Zweikanalton ausgestrahlt, in Deutschland am 25. Dezember 2015 auf RTL.

## Besetzung und Synchronisation
| Rollenname                          | Schauspieler/in    | Synchronsprecher/in. |
| ----------------------------------- | ------------------ | -------------------- |
| Harper Hutton                       | Jane Seymour       | Katharina Koschny    |
| Mirabella Hutton                    | Sara Paxton        | Kaya Marie Möller    |
| junge Harper Hutton/Debbie Hayworth | Chelsea Kane       | Shandra Schadt       |
| junger Ryan Hutton/Angus            | Drew Seeley        | Karlo Hackenberger   |
| Marco                               | Alexander DiPersia | David Turba          |
| Noelle                              | Adrienne Houghton  | Maria Koschny        |
| Ryan Hutton                         | Tom Wopat          | Jörg Hengstler       |
| Amanda                              | Sarab Kamoo        | Susanne von Medvey   |
| Scott                               | Mark Tallman       | Nick Forsberg        |

## Soundtrack
Der Soundtrack erschien am 18. März 2013 in den Vereinigten Staaten. In Deutschland erschien er nicht. Im Gegensatz zu anderen Musicalfilmen beinhaltet der Soundtrack ausschließlich gecoverte Lieder bekannter Sänger.
1. Just Dance von Jane Seymour
2. I Wanna Dance with Somebody (Who Loves Me) von Chelsea Kane
3. Me Too (Stripped) von Sara Paxton und Alexander DiPersia
4. Like a Virgin von Sara Paxton, Adrienne Bailon und Chelsea Kane
5. How Can I Remember to Forget? von Sara Paxton
6. DJ Got Us Fallin' in Love von Drew Seeley und Chelsea Kane
7. Me Too (Main Mix) von Sara Paxton und Alexander DiPersia
8. Everlasting Love von Adrienne Bailon, Sara Paxton, Alexander DiPersia und Cast
9. Here and Now von Drew Seeley